# Nathan Wilmot
Nathan Wilmot (Sydney, 22 de março de 1972) é um velejador australiano. campeão olímpico e pentacampeão mundial da classe 470.

## Carreira
Nathan Wilmot representou seu país nos Jogos Olímpicos de 2004 e 2008, na qual conquistou uma medalha de ouro classe 470. 